# Abdul Kader Keïta
Abdul Kader Keïta (Abidjan, 6. kolovoza 1981.) bivši je nogometaš iz Obale Bjelokosti.